# René Bougnol
René Bougnol (Montpellier, 7 gennaio 1911 – Montpellier, 20 giugno 1956) è stato uno schermidore francese, vincitore di due medaglie d'oro ed una d'argento nella scherma ai giochi olimpici.